# 公孫弘 (中山國)
公孙弘（?—?），战国中期纵横家人物。
司马憙出使赵国，为自己谋求在中山国为相，為公孙弘所得知。後來中山王外出，司马憙驾车，公孙弘陪乘。公孙弘说：“为人臣，利用大国之威，为自己求相，对国君如何？”中山王说：“我吃他的肉，不分给别人。”司马憙把头抵在在轼上说：“臣自知死期将至!”中山王问缘故。他说臣抵罪。中山王说：“走吧，我知道了。”不久，赵国使者来，为司马憙求为中山相。中山王怀疑公孙弘，公孙弘出走。公孙弘到齐国，孟尝君为纵约长。公孙弘为孟尝君出使秦国，向秦昭襄王宣扬孟尝君的实力。后来，齐湣王想要攻打宋国，派公孙弘去赵国说服奉阳君李兑。